# هوندا سی‌دی۲۰۰ رودمستر
هوندا سی‌دی۲۰۰ رودمستر (انگلیسی: Honda CD200 RoadMaster) کمپانی هوندا چندین موتورسیکلت ۲۰۰ سی‌سی با انجین مشابه اما تغییرات بدنه متفاوت در دهه ۱۹۸۰ معرفی کرد. مدل معرفی شده در آفریقای جنوبی و پاکستان به‌همین نام شناخته می‌شد. این موتور مشابه سی‌دی۱۸۵ بود اما پیستون‌های تراکم پایین‌تر در نتیجه سی‌دی۱۸۵ قدرت کمتر، مصرف سوخت بیشتر و حداکثر سرعت کمتری داشت. سیستم دینام نیز با CD185 متفاوت بود. جدای از این، مدل‌ها کاملاً مشابه بودند و از همان بدنه، سیستم تعلیق، چرخ‌ها، لاستیک‌ها و ترمزها استفاده می‌کردند.
این موتورسیکلت دارای سرعت‌سنج مربعی، گلگیرهای بزرگ جلو و عقب، اگزوزهای کرومی دوقلو، یک چوک در پشت میله‌های دسته، یک مخزن سوخت کرومی با آرم هوندا و ورودی‌های هوای کرومی ساختگی در پانل‌های جانبی بود. دارای ترمزهای کاسه‌ایدر عقب و جلو و یک کاربراتور ۲۶ میلی‌متری بود. وزن این موتورسیکلت ۱۴۰ کیلوگرم بود.
هوندا این محصول را با با سیستم الکتریکی ۱۲ ولتی و جرقه زنی تخلیه خازن (سی‌دی‌آی) در بریتانیا معرفی کرد.